# Lorena Busà
Lorena Busà (18 febbraio 1986) è una karateka italiana, specializzata nel kumite.

## Biografia
È sorella di Luigi Busà e Cristina Busà, entrambi karateka di caratura internazionale.
Ai campionati europei di Guadalajara 2019 ha vinto la medaglia di bronzo nel kumite a squadre con Clio Ferracuti, Laura Pasqua e Silvia Semeraro.
Ai campionati europei di Porec 2021 ha vinto la medaglia di bronzo nel cumite a squadre con Clio Ferracuti, Silvia Semeraro e Alessandra Mangiacapra.
Ai campionati del mondo di Dubai 2021 ha vinto la medaglia di bronzo a squadre con Clio Ferracuti, Silvia Semeraro e Alessandra Mangiacapra.

## Palmares
Campionati Italiani Assoluti
- 2004  Argento Kg 65  Arezzo
- 2005  Argento Kg 65 Ostia
- 2006  Argento Kg 65  Torino
- 2008  Bronzo Kg 65 Lanciano, Oro a Squadre Ostia
- 2009  Argento Kg 68 Lecce, Oro a Squadre Ostia
- 2010  Oro Kg 68 Biella, Argento a Squadre Perugia
- 2011  Oro Kg 68 Bari, Oro a Squadre Montecatini Terme
- 2012  Oro Kg 68 Ostia, Bronzo a Squadre Ostia
- 2013  Oro Kg 68 Ostia, Oro a Squadre Ostia
- 2014  Argento Kg 68 Siracusa, Oro a Squadre Ostia
- 2015  Argento Kg 68 Torino, Oro a Squadre Ostia
- 2016  Oro Kg 68 Ostia, Oro a Squadre Ostia
- 2017  Oro Kg 68 Ostia, Oro a Squadre Ariccia (RM)
- 2018  Oro Kg 55 Ostia, Oro a Squadre Ostia
- 2019  Oro Kg 55 Ostia
- 2021  Argento Kg 55 Ostia

Europei
- Guadalajara 2019: Bronzo nel kumite a squadre
- Porec 2021: Bronzo nel Kumite a squadre

Mondiali
- Dubai 2021: Bronzo nel kumite a Squadre